# Trachusa atoyacae
Trachusa atoyacae är en biart som först beskrevs av Schwarz 1933.  Trachusa atoyacae ingår i släktet hartsbin, och familjen buksamlarbin. Inga underarter finns listade i Catalogue of Life.